# Cathédrale du Christ-Roi d'Atlanta
Cette  cathédrale ne doit pas être confondue avec une autre cathédrale d'Atlanta.
 D’autres cathédrales portent le nom de cathédrale du Christ-Roi.
La cathédrale du Christ-Roi (en anglais : Cathedral of Christ the King) est l'église-mère de l'archidiocèse d'Atlanta aux États-Unis. Construite en 1936-1939, elle est dédiée au Christ Roi.

## Histoire et description
La paroisse est érigée en 1936 et c'est l'architecte Henry D. Dagit qui est chargé des plans dans le style gothique français, avec des éléments Art déco notamment à l'intérieur. Les vitraux (restaurés en 2015-2016) sont issus de la maison Willet de Philadelphie. Lorsque le 5 janvier 1937 le diocèse de Savannah (érigé en 1850) devient le diocèse de Savannah-Atlanta, c'est l'église du Christ-Roi qui est choisie comme co-cathédrale (pour Atlanta), avec la cathédrale Saint-Jean-Baptiste (pour Savannah). La cérémonie de dédicace a lieu le 18 janvier 1939. 
En 1956, le diocèse est partagé et le nouveau diocèse d'Atlanta est érigé, tandis que la co-cathédrale du Christ-Roi en devient naturellement la cathédrale.
Le diocèse est élevé au rang d'archidiocèse en 1962.